# سجل عائلي

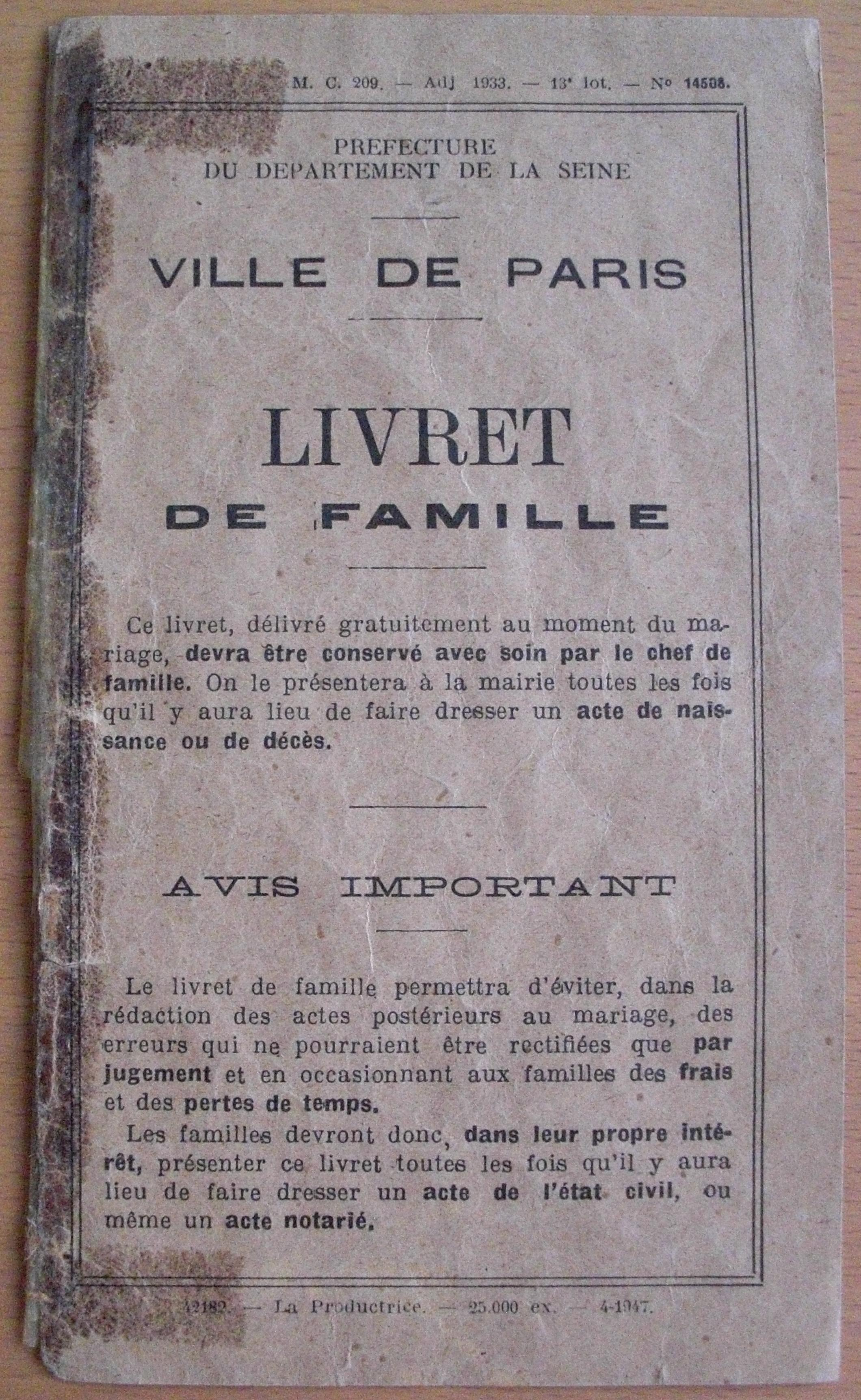

السجل العائلي، الدفتر العائلي، الحالة المدنية ويُعرف أيضًا بالعديد من الأسماء مثل سجل الأسرة وfamilienbuch (دفتر العائلة باللغة الألمانية) وkoseki (سجل العائلة باللغة اليابانية) وHộ khẩu (سجل العائلة باللغة الفيتنامية وما إلى ذلك) هو سجل مدني يستعمل في العديد من الدول لتتبع معلومات الأنساب أو الفائدة القانونية.
وفي أغلب الأحيان، ربما يُمنح الاعتراف الرسمي بأحداث أو أوضاع قانونية معينة فقط في حالة تسجيل هذه الأحداث أو الأوضاع القانونية في السجل العائلي - على سبيل المثال، في اليابان يعتبر الزواج صحيحًا من الناحية القانونية فقط عندما يكون مسجلًا في سجل العائلة (يُعرف باسم koseki). وفي حالات أخرى، يعتبر السجل العائلي مستودعًا مركزيًا للأحداث القانونية العائلية مثل حالات الميلاد والوفيات والزواج والاغتراب، كما هو الحال بالنسبة لدفتر العائلة المعروف باسم familienbuch في ألمانيا، وباسم livret de famille في فرنسا، وهذا بالرغم من أنه ليس المصدر الوحيد للاعتراف الرسمي بهذه الأحداث.
وعلى الرغم من أن استعمال السجلات العائلية المعتمدة أو المنظمة حكوميًا شائع ومنتشر في العديد من الدول الأوروبية وفي الدول التي تعتمد على أسلوب القانون المدني القاري (حيث تعتبر العائلة أو الأسرة قانونيًا الوحدة الأساسية للدولة)، فإنه يُعتبر نادرًا في الدول التي تتحدث الإنجليزية (على سبيل المثال، لا يُعتمد على هذا النظام في المملكة المتحدة أو أيرلندا أو كندا أو الولايات المتحدة).
وبالرغم من أن الولايات المتحدة (على سبيل المثال) تجعل لغالبية المواطنين والمقيميين رقم ضمان اجتماعي يكون مميزًا للمواطن ويتم جمع جميع المعلومات المتعلقة بالميلاد والوفاة والتاريخ الوظيفي (في شكل إسهامات في نظام الضمان الاجتماعي)، فإن نظام الضمان الاجتماعي الأمريكي كان محظورًا عمدًا في مجال المعلومات التي يتم جمعها والاحتفاظ بها فيما يتعلق بالأفراد حيث لا ترتبط مباشرة بفوائد الضمان الاجتماعي - وبناء على ذلك، فلا يتم بصورة مركزية جمع المعلومات حول الزواج وحالة المواطنة والنسب أو نحو ذلك، وهذا خلافًا لنظام السجل العائلي الألماني والياباني.
لقد انتقد المدافعون عن الحريات المدنية تأسيس مستودع أكثر شمولاً للمعلومات الشخصية (بالتوازي مع الأنظمة الألمانية واليابانية) لأنه يتعرض للانتهاك الحكومي أو الجنائي، بينما أشار المؤيدون إلى فوائد الوصول السهل للمعلومات الحيوية.
وفي كوريا، أُلغي الاعتماد على نظام hojeok (يشبه السجل الأسري الياباني، وكان يُكتب باستخدام الحروف الصينية المتطابقة) في عام 2005، وذلك لصالح نظام السجل الشخصي.
ويعود تاريخ السجلات الأسرية في الصين واليابان إلى مملكة تانغ أو فترة هييآن أو قبل ذلك، وكلاهما منذ القرن السابع.

## قائمة بأنظمة السجلات الأسرية

### شرق آسيا
- يعتبر نموذج هوجيو (Hoju) نظامًا للسجل العائلي في كوريا الشمالية. وهوجيو (هانجول: 호주주, هانجا: 戶主) تعني «رب الأسرة», هوجيوجي (호주제, 戶主制) هو نظام «رب الأسرة», وهوجيوك (Hojeok) (ترويم بديل: هوجوك; 호적, 戶籍) هو «سجل الأسرة».
- لقد أثار نظام هوجيو السابق بكوريا الجنوبية جدلًا لكونه أبويًا في طبيعته ومن ثمّ يمثل «انتهاكًا لحق المساواة بين الجنسين». وقد تم إلغاؤه في الأول من يناير عام 2008.[1]
- نظام كوسكي (Koseki) في اليابان.
- نظام هوكو (Hukou)، والذي يعرف أيضًا باسم نظام هوجي، في البر الرئيسي في الصين وتايوان.

### جنوب شرق آسيا
- يعتبر نظام Hộ Khẩu نظام التسجيل العائلي في فيتنام. وهو يُعتبر السجل الذي يحفظ معلومات العائلة الذي تقدمه اللجنة الشعبية المحلية/الإقليمية. ويتم استخدامه إلى جانب بطاقة الهوية الشخصية، "Chứng minh nhân dân"، للتحقق من الوضع القانوني للأفراد داخل الدولة.

وتقوم سلطات القرية أو المدينة أو المحليات الأخرى بتوزيع بما يسمى تابين بان (Tabien Baan) أو وثيقة إثبات تسجيل المنزل. وتدل وثيقة تابين بان على الأفراد المقيمين بممتلكات محددة (لا تسعمل هذه الوثيقة كدليل على ملكية العقار، ولذلك ينبغي أن يكون لدى الفرد سند ملكية). ويتم إصدار وثيقة تسجيل المنازل للمواطنين التايلانديين وتستعمل دائمًا للاسترشاد منها على العنوان الدائم الذي من خلاله يمكن توجيه إنذارات المثول أمام القضاء وغيرها من المراسلات الرسمية.
وتعتبر تابين بان وثيقة شديدة الأهمية للمواطنين التايلانديين، لأنها تعتبر دليلًا على حق إقامة المواطنين التايلانديين. وبناء على ذلك، يتم استخدامها لتحديد منطقة انتخاب الشخص التايلاندي، وفي حالة بلوغ المواطن التايلاندي سنّ التجنيد، تستعمل وثيقة تابين بان للتحقق من المقاطعة التي سوف يرسل إليها الجندي التايلاندي عند إجراء قرعة التجنيد العسكري. فيمكن أن يكون هذا مهمًا إذا بلغت مقاطعة ما مستوى محددًا من المتطوعين، ومن ثمّ يصعب تجنيد المزيد من السكّان من تلك المقاطعة. ونتيجة لذلك، يمكن أن تتضمن وثيقة تسجيل المنزل الخاصة بالمواطنين التايلانديين تأثيرًا هائلاً على حياتهم ووظائفهم بناء على المقاطعة التي يعيشون فيها.
http://integrity-legal.com/legal-blog/thailand-real-estate/thailand-house-registration-what-is-a-tabien-baan/

### أوروبا القارية
- نظام familienbuch في ألمانيا.
- نظام livret de famille في فرنسا.
- نظام libro de familia في إسبانيا.
- نظام Propiska السابق في روسيا.